# Église San Pietro in Borgo
L'église San Pietro in Borgo (en français : église saint Pierre de Borgo) est un lieu de culte catholique situé dans le quartier du Borgo à Rome en Italie. Il s'agit en fait d'une chapelle située sur la place du Saint-Office à Rome. Elle est très proche de la Cité du Vatican, dans une zone appartenant à l'Italie, mais elle bénéficie de l'extraterritorialité en faveur du Saint-Siège.

## Histoire
L'église, se trouve maintenant, dans l'enceinte du Palais du Saint-Office. D'origine médiévale, elle est connue dans les documents sous le nom de San Salvatore de ossibus en raison de sa proximité avec le cimetière pour les pèlerins, ou San Salvatore in Terrione, en référence à la Porte de la tour de cavalerie, qui n'existe plus. Par contre, selon Christian Hülsen :
« le nom provient d'un (...) ou d'un district appelé Terrione, situé à l'extérieur de la porte Cavalleggieri vers la vallée des fours, la forme Turrione ou Turrionis ne fait pas autorité, ce qui fait que l'étymologie du nom, dérivée des tours de la Cité léonine, est sans fondement ... Elle ne doit pas être confondue, comme l'ont fait Armellini et Kehr, avec la chapelle de S. Salvatoris in ossibus, c'est-à-dire l'abattoir, dont les ruines existent encore dans le Cimetière Campo Santo dei Teutonici e dei Fiamminghi ».
L'église est citée comme une partie de la basilique vaticane dans les bulles pontificales de 1053, 1158 et 1186. Elle était rattachée à la Schola Francorum, l'hospice pour les pèlerins français venus à Rome pour visiter la tombe de saint Pierre. Elle est restaurée sous Nicolas V, mais un peu plus tard elle est abandonnée et partiellement détruite pour la construction du palais pontifical.
L'église est restaurée en un oratoire en 1923. À l'intérieur, sont présentes des fresques du XVe siècle mais aussi un tableau du XVIe siècle représentant la Vierge et l'Enfant.
Le cardinal Alfredo Ottaviani y est également enterré.